# Эмилиано-Сапата (Кампече)
Эмилиа́но-Сапа́та (исп. Emiliano Zapata) — деревня в Мексике, в штате Кампече, входит в состав муниципалитета Тенабо. Численность населения, по данным переписи 2020 года, составила 469 человек.

## Общие сведения
Название деревни дано в честь мексиканского революционера Эмилиано Сапаты.
Она расположена в 25 км к югу от административного центра — города Тенабо.

## Население
| Год  | Численность | Численность |
| ---- | ----------- | ----------- |
| 2000 | 369         | [ 5 ]       |
| 2005 | 382         | [ 6 ]       |
| 2010 | 419         | [ 7 ]       |
| 2020 | 469         | [ 8 ]       |